# The Celts (sang)
"The Celts" er en sang af den irske musiker Enya fra hendes album Enya (1987). Den blev oprindeligt brugt som B-side til singlen "I Want Tomorrow", der blev udgivet i 1987. Da albummet blev genudgivet i 1992 og blev samtidig omdøbt til The Celts, hvor titelsangen blev udgivet som single, der toppede som nummer 29 på UK Singles Chart.
Sangen er på irsk og det var temasangen til BBC-dokumentaren The Celts og Channel 4's dækning af Gaelic Games. Musikvideoen blev filmet på Bodiam Castle. B-siden på singlen, "Eclipse", er sangen "Deireadh An Tuath" (der blev udgivet på Enya/The Celts album) spille baglæns.

## Hitlister
| Hitliste (1992–1995)                             | Højeste placering |
| ------------------------------------------------ | ----------------- |
| Australia (ARIA)                                 | 97                |
| Storbritannien Singles (Official Charts Company) | 29                |